# Огурцівка
Огу́рцівка —  село в Україні, у Шевченківській селищній громаді Куп’янського району Харківської області. Населення становить 728 осіб. До 2020 орган місцевого самоврядування — Шевченківська селищна рада.

## Географія
Село Огурцівка примикає до смт Шевченкове, на відстані 1 км розташоване село Гроза. Поруч проходять автомобільні дороги Т 2110 і Н26. На відстані 2 км знаходиться залізнична станція Булацелівка (Шевченкове-Південне).

## Історія
1906 - дата заснування.

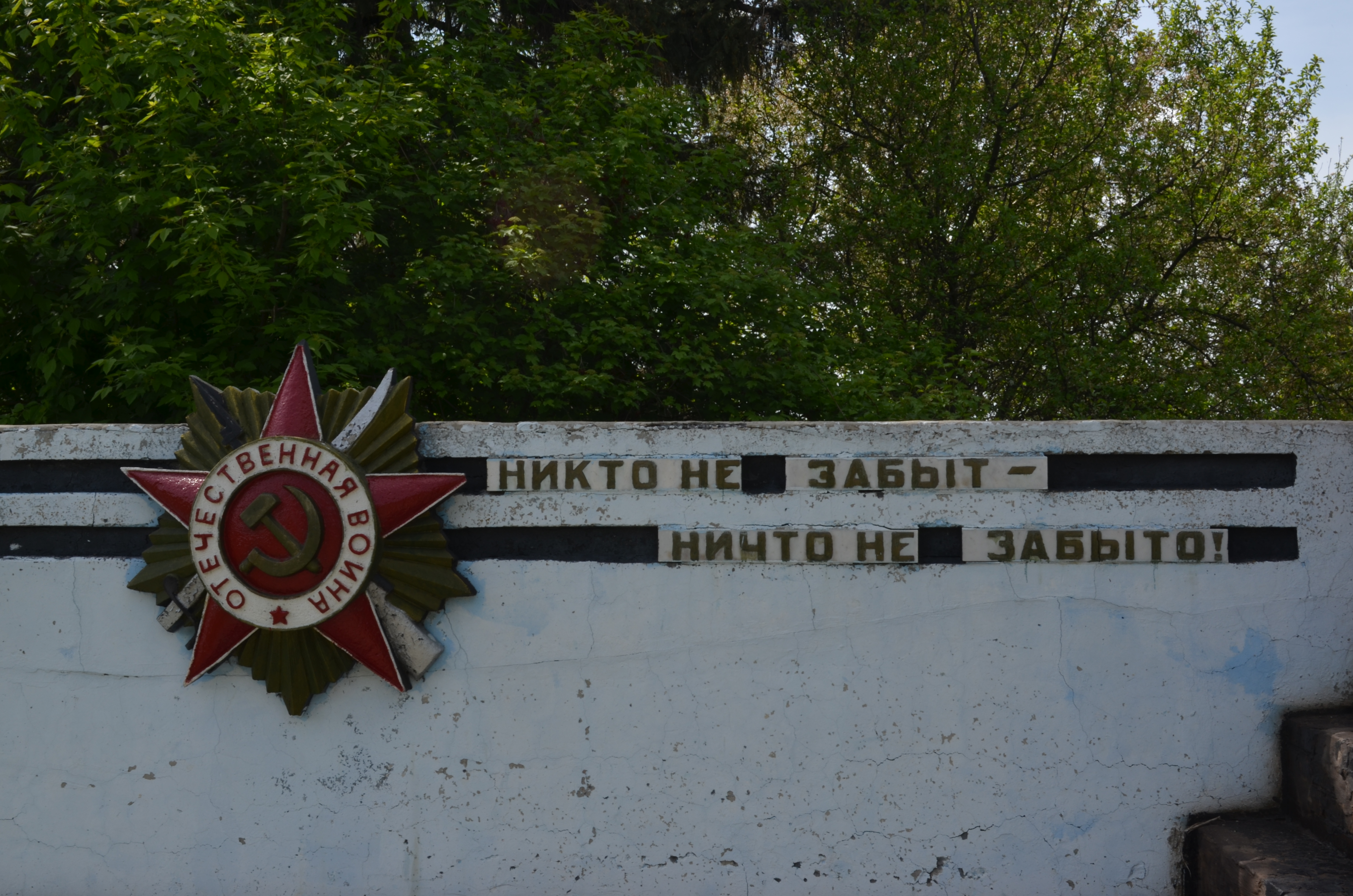
Меморіал. 2015р.

Село Огурцівка засноване купцем Огурцовим на землях, куплених ним у поміщика Булацеля й отримало назву на честь нового власника землі, на якій воно утворилось.
7 (20) листопада 1917 року, відповідно до.Третього Універсалу Української Центральної Ради, увійшло до складу Української Народної Республіки.
12 червня 2020 року, відповідно до Розпорядження Кабінету Міністрів України № 725-р «Про визначення адміністративних центрів та затвердження територій територіальних громад Харківської області», увійшло до складу Шевченківської селищної територіальної громади.
19 липня 2020 року, в результаті адміністративно-територіальної реформи та ліквідації Шевченківського району, село увійшло до складу новоутвореного Куп'янського району Харківської області.

## Населення

### Мова
Розподіл населення за рідною мовою за даними перепису 2001 року:
| Мова            | Кількість | Відсоток |
| --------------- | --------- | -------- |
| українська      | 646       | 88.74%   |
| російська       | 71        | 9.75%    |
| вірменська      | 4         | 0.55%    |
| білоруська      | 4         | 0.55%    |
| гагаузька       | 1         | 0.14%    |
| болгарська      | 1         | 0.14%    |
| інші/не вказали | 1         | 0.13%    |
| Усього          | 728       | 100%     |

## Економіка
- «Джерело», КП.
- «Індустріальне», ВАТ.
- Фермерське господарство «Агроном».
- Фермерське господарство «Сокіл».
- Індустріальний бурякорадгосп господарської асоціації «Харківцукор».

## Об'єкти соціальної сфери
- Клуб, школа, старостат, заклад охорони здоров'я та інші.